# Сунданська мова

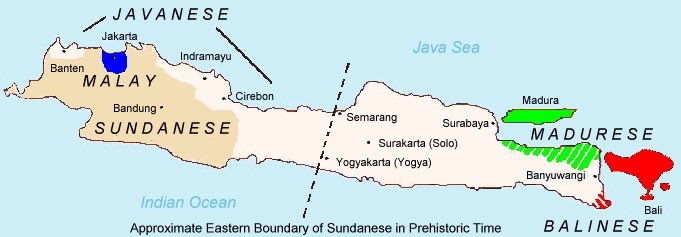
Мовна мапа острова Ява. Сунданська мова виділена бежевою барвою, пунктиром позначена межа її поширення

Сунданська мова (ᮘᮞ ᮞᮥᮔ᮪ᮓ, Basa Sunda) — мова сунданців, належить до австронезійської мовної родини.
Сунданською розмовляє приблизно 15% населення Індонезії, що становить приблизно 33 млн людей. Більшість носіїв мови проживає на острові Ява.
Сунданська споріднена з мадурською і малайською, дещо менше з яванською.
До XVIII століття сунданська мова мала свою писемність, однак з XX століття використовується писемність, що ґрунтується на латиниці.